# Fogarasy Mihály
Fogarasy Mihály (Gyergyószentmiklós, 1800. szeptember 17. – Gyulafehérvár, 1882. március 23.) erdélyi katolikus püspök.

## Élete
Iskoláit szülővárosában, Marosvásárhelyt és Csíksomlyón a ferencrendiek gimnáziumában végezte. 1817-ben felvették a gyulafehérvári papnevelőbe, ahol két évig filozófiát tanult; hittani tanulmányokra a bécsi egyetemre küldték, ahol a Pázmány-féle papnevelő növendéke volt. Bécsben egy év alatt a német nyelvet annyira elsajátította, hogy már a második évi folyamban a pedagógiát és egyházi jogot ezen a nyelven tanulhatta és a vizsgát is ezen tette le. Visszatérve Erdélybe, 1823. október 28-án miséspappá szentelték. Azután Nagyszebenbe küldték segédpapnak és gimnáziumi tanárnak, ahol 1826-ig működött. Ekkor Bécsbe a felsőbb papi intézetbe küldték; ahonnan 1828-ban teológiai doktori oklevéllel tért vissza és a gyulafehérvári papnevelőben mint tanulmányi felügyelő s hittanár nyert alkalmazást, püspöki szentszéki tanácsosnak is kinevezték. 1830-ban az ő feladata lett a népiskolák felügyelete is. 1832-ben felsőbb rendeletre, mint iskolai felügyelő a könyvvizsgáló lakását Kolozsvárra tette át. 1833-ban a gyulafehérvári káptalanhoz tiszteletbeli kanonokká nevezték ki. Rövid idő múlva Bécsbe rendelték, ahol udvari káplán és a Szent Ágostonról elnevezett felsőbb papnevelő igazgatója lett. 1838-ban a király nagyváradi székesegyházi kanonokká s az ottani királyi akadémia prodirectorává nevezte ki. Itt ő egy kézi könyvtárt állított föl az ifjúság számára, zene, ének, német és francia nyelvtanárokat tartott. Ezek mellett a váradi iskolai kerületben a fődirectori teendőket is teljesítette, a káptalant pedig a politikai téren úgy a megyei teremben, mint az országgyűléseken képviselte. 
Pozsonyban az egyházi tanácskozmányok lelke volt; bátor, de mérsékelt védője az egyház jogainak. Nagyváradon írta az 1842. Karácsony előestéjén a Szent-István-Társulat alapszabályát és ismertette a püspökökkel és barátival; később a Religio és Nevelésben hozta nyilvánosságra. 1843-ban apáttá, 1846-ban skutarii czímzetes püspökké nevezteték ki, ezen kívül a budapesti egyetem hittani karának igazgatását is rábízták. 
A magyar püspöki kar 1848. október 28-ai feliratával, amelyben a belső békének mielőbbi helyreállítását kérték, Fogarasy püspököt küldte Olmützbe; itt Lobkovitz herceg kijelentette, hogy őfelsége testületektől nem fogad el küldöttséget és őt csak mint egykori udvari káplánt kívánja Lobkovitz jelenlétében látni, de küldetésének tárgyát szóval se említse; Ferdinánd király ekkor azt mondá Fogarasynak: imádkozzanak, hogy Isten a nehéz napokat mielőbb fordítsa el. Ez időben alapította a most létező könyvkiadó katolikus társulatot, melyet Szent István királyról nevezett el és amely 1848-ban kezdte el működését; ezt a társulatot 1853. októberéig maga vezette s kormányozta. Ekkor visszatért nagyváradi káptalani stallumába és a székesegyházi főesperesi s custosi hivatalt viselte; egyúttal elnöke volt a házassági törvényszéknek is. Közben királyi tanácsosi címet, majd a Lipótrendet és II. osztályú vaskoronarendet kapott.
1864. november 25-én erdélyi püspökké nevezték, egyúttal belső titkos tanácsossá emelték. A Bécs és Magyarország illetve Erdély közötti feszült helyzetben végig az uralkodóházhoz volt lojális, ezért viszonya a helyi papsággal elég hűvös volt. Mint erdélyi püspök, legfőbb tevékenységet a hitélet emelésére, az iskolaügy, legfőkép a katolikus népiskolák felvirágoztatására irányozta. 1866-ban a kolozsvári országgyűlésen az ott megjelent katolikusokkal újraindította az Erdélyi Római Katolikus Státus munkáját.
Nagyobb jótékonyságai s alapítványaiból: a nagyváradi akadémiánál 1000 váltóforintnyi alapítványt tett a jobb tanulók számára; a Gyulafehérvárt megtelepített irgalmas nővérek számára 42 000 forinton zárdát, iskolahelyiségeket és templomot emelt; szülővárosában 27 ezer forinton leánynevelő intézetet építtetett, annak vezetését az irgalmas nővérekre bízván, 25 ezer forint tőkével és több ingatlannal javadalmazott. Születése helyén öt munkaképtelen szegény számára 3000 forinton menedékházat emeltetett, a szegények ellátására 8400 forint alapítványt tett és az épület fenntartására ingatlanokat adományozott. Gyulafehérvárt a «Pius Samaritanus»-nak 7400 forinton vett és kibővített épületes telket adományozott; ugyanott iskolatelket vásárolt s elemi iskolát építtetett 10 000 forint költségen; a papnevelő-épületet 11 000 forint értékben kibővítette s a Thomistica philosophia előadására 10 000 forint alapítványnyal katedrát állított föl. Szintén Gyulafehérváron a felállítandó főiskolára (Lyceum academicum) 100 000 forint alapítványt tett; ő felsége ezüstmenyegzőjét a szegényebb tanítók jobb javadalmazására tett 30 000 forint alapítvánnyal örökítette meg. 
1880. május 1-jén súlyos betegségbe esett, szélütés érte. 
Szónoki képessége s tudományos készültsége általánosan ismert volt, számos megyegyűlésen és utóbb az 1844. pozsonyi országgyűlésen mint a nagyváradi káptalan küldötte a katolikus érdekek védelmezői között ritka ékesszóllásával tünt ki. Több hittani értekezést irt, a többi között a Fasciculi Ecclesiastici cz. folyóiratba (Pest, 1841-42. Praelectiones theologicae super opere: Das Leben Jesu von David Strauss); a Magyar Emléklapokba (I. 1857. Nagyváradi közigazgatási terület conservatorának hivatalos jelentése); az Egyetemes M. Encyclopaediának is munkatársa volt. 

## Munkái
- Az elme és irás szava az oltári szentségről, melyet ur napján 1829. eszt. a kolozsvári anya templomban hirdetett. Kolozsvár.
- A hazafiúság képe, vagyis az a rövid egyházi beszéd, melyet a kolozsvári kath. anyatemplomban fels. Első Ferencz születése 65. évi ünnepén elmondott. Kolozsvár, 1833.
- Keresztény igazságok egyházi beszédekben, melyeket különféle alkalmatosságokkal hirdetett, s most a hívek épületére s egy iskolai intézet felsegéllésére közre bocsát. Kolozsvár, 1833. (2. bőv. kiadás. Nagyvárad, 1861. Két kötetben.)
- Az Erdélyi Püspökről Polgári Tekintetben. Bécs, 1837. (Ism. Egyházi Tár.) Online
- Halotti beszéd az 1844. máj. 21-én meggyilkolt ung-megyei követ, néhai csicseri Orosz Elek felett. Buda, 1844.
- Emlékirat az 1847-48. országgyűlés alatt Pozsonyban tartott püspöki tanácskozmányokról. Egy résztvevőtől. Pest, 1848. (2. kiadás. Pest, 1868.)
- Oratio funebris qua dni Francisci a Paula e comitibus de Nádasd memoriam in exsequiis solennibus Colocae, in metropolit, ecclesia die 30. Sept. 1851. celebratis recoleret. Pest, 1851.
- Két egyházi beszéd a boldogságos szűz Mária szeplőtelen fogantatásáról. Nagyvárad, 1855.
- A kereszt ereje. Alkalmi szent beszéd, mellyet a Békes-városi uj temetőben épült kálvária és kápolna felszentelésekor, 1857-dik évben, October 11-dik napján tartott. Nagyvárad, 1857. Online
- Főpásztori beszéd, melyet erdélyi püspöki széke elfoglalása alkalmával hiveihez intézett. Nagyvárad, 1865.
- Főpásztori levele, mely által négy megyei hitehagyott papját az egyház kebeléből kiiktatja. Nagyvárad, 1873.
- Főpásztori levele, melyben az 1873. évnek kezdetén híveit üdvözli. Károly-Fehérvár, 1873.
- Főpásztori levele, melyben ötvenéves áldozárságának megünneplendését híveinek hírül adja. Károly-Fehérvár, 1873.
- Főpásztori levele a szent bőjtnek idejére. Károly-Fehérvár, 1874.